# NGC 26
NGC 26 је спирална галаксија у сазвежђу Пегаз која се налази на NGC листи објеката дубоког неба.
Деклинација објекта је + 25° 49' 56" а ректасцензија 0h 10m 25,9s. Привидна величина (магнитуда) објекта NGC 26 износи 12,9 а фотографска магнитуда 13,7. Налази се на удаљености од 59,743 милиона парсека од Сунца. NGC 26 је још познат и под ознакама UGC 94, MCG 4-1-34, CGCG 477-64, IRAS 00078+2533, KUG 0007+255, CGCG 478-36, PGC 732.